# Jeanne Adèle Burdy
Jeanne Adèle Burdy, née le 4 décembre 1868 à Triel-sur-Seine et morte le 10 septembre 1931 à Quincy-sous-Sénart, est une peintre française.

## Biographie
Jeanne Adèle Burdy est la fille de Henri-Auguste Burdy, sculpteur, et d'Élise Elvire Benoit. Son frère Georges Henri (1871-1908) et sa sœur Marguerite-Valentine (1874-1964) deviendront également artistes peintres.
Élève de Mmes Mac-Nab et Latruffe-Colomb, elle expose à partir de 1897. Elle suit l'enseignement d'Henri-Léopold Lévy et devient membre de la Société des artistes français en 1905 et sociétaire de la Société du Salon d'Automne.
Elle obtient une mention honorable en 1897, une médaille de bronze lors de l'Exposition universelle de 1900, le prix Maxime-David en 1901, une médaille de 3e classe en 1903, à nouveau le prix Maxime-David en 1907 et la médaille d'or en 1914.
Elle meurt à l'âge de 62 ans et est inhumée dans le caveau familial au cimetière de Créteil.

## Prix Jeanne-Georges-Henri-Burdy
Prix biennal de six cents francs, fondé par Mlle Jeanne Burdy et destiné à récompenser et à encourager un bel effort d'un ou d'une artiste sans fortune, vivant de son art, auteur d'une œuvre d'art originale peinture 0,40 m maximum pastel, dessin, gouache tempéra ou miniature, exposée au Salon de la Société des Artistes Français. Ce prix ne pourra être attribué ni à une nature morte, ni à un paysage, ni à un tableau de fleurs.

### Lauréats
- 1932 : Mme Billetdoux
- 1933 : M. Martinez
- 1934 : Lucie Juliette Pelletier-Roman
- 1936 : Marie Thélika Rideau-Paulet
- 1937 : Suzanne Burel
- 1938 : Marguerite Martinet
- 1939 : M. Jacquier
- 1942 : Isabelle Gelée
- 1959: Marguerite Portier[6]